# Personnages de Hawaii 5-0
 (25 août 2018).
 (juillet 2021).
Si vous disposez d'ouvrages ou d'articles de référence ou si vous connaissez des sites web de qualité traitant du thème abordé ici, merci de compléter l'article en donnant les références utiles à sa vérifiabilité et en les liant à la section « Notes et références ».
Cet article présente les personnages de la série télévisée américaine Hawaii 5-0.

## Synthèses

### Postes
- Si vous ne connaissez pas le sujet, laissez ce bandeau (vous pouvez alors contacter les auteurs).
- Si vous supprimez le contenu mis en cause (vous pouvez préalablement contacter les auteurs),

argumentez précisément cette suppression dans la page de discussion
(un manque de référence n'est pas un argument ; une recherche réelle de référence doit avoir été effectuée, être formellement documentée).
| Saison | Gouverneur(e)                         | Chef d'équipe                                             | Équipe 5-0                                                  | Équipe 5-0                                  | Équipe 5-0                 | Équipe 5-0                           | Équipe 5-0                                       | Équipe 5-0                                   | Technicien informatique           | Technicien de laboratoire               | Médecin légiste           | HPD                                 | HPD | Indic                          | Indic                   |
| ------ | ------------------------------------- | --------------------------------------------------------- | ----------------------------------------------------------- | ------------------------------------------- | -------------------------- | ------------------------------------ | ------------------------------------------------ | -------------------------------------------- | --------------------------------- | --------------------------------------- | ------------------------- | ----------------------------------- | --- | ------------------------------ | ----------------------- |
| 1      | Patricia « Pat » Jameson (Jean Smart) | Commandant : Steven « Steve » McGarrett (Alex O'Loughlin) | Lieutenant : Daniel « Danny / Danno » Williams (Scott Caan) | Lieutenant : Chin Ho Kelly (Daniel Dae Kim) | Kono Kalakaua (Grace Park) | Jenna Kaye (Larisa Oleynik)          |                                                  |                                              |                                   | Charlie Fong (Brian Yang)               | Dr Max Bergman (Masi Oka) | Sergent : Duke Lukela (Dennis Chun) |     | Kamekona Tuopola (Taylor Wily) | Sang Min (Will Yun Lee) |
| 2      | Sam Denning (Richard T. Jones)        | Commandant : Steven « Steve » McGarrett (Alex O'Loughlin) | Lieutenant : Daniel « Danny / Danno » Williams (Scott Caan) | Lieutenant : Chin Ho Kelly (Daniel Dae Kim) | Kono Kalakaua (Grace Park) | Jenna Kaye (Larisa Oleynik)          | Officier de police : Lori Weston (Lauren German) |                                              |                                   | Charlie Fong (Brian Yang)               | Dr Max Bergman (Masi Oka) | Sergent : Duke Lukela (Dennis Chun) |     | Kamekona Tuopola (Taylor Wily) | Sang Min (Will Yun Lee) |
| 3      | Sam Denning (Richard T. Jones)        | Commandant : Steven « Steve » McGarrett (Alex O'Loughlin) | Lieutenant : Daniel « Danny / Danno » Williams (Scott Caan) | Lieutenant : Chin Ho Kelly (Daniel Dae Kim) | Kono Kalakaua (Grace Park) |                                      |                                                  |                                              |                                   | Charlie Fong (Brian Yang)               | Dr Max Bergman (Masi Oka) | Sergent : Duke Lukela (Dennis Chun) |     | Kamekona Tuopola (Taylor Wily) | Sang Min (Will Yun Lee) |
| 4      | Sam Denning (Richard T. Jones)        | Commandant : Steven « Steve » McGarrett (Alex O'Loughlin) | Lieutenant : Daniel « Danny / Danno » Williams (Scott Caan) | Lieutenant : Chin Ho Kelly (Daniel Dae Kim) | Kono Kalakaua (Grace Park) | Catherine Rollins (Michelle Borth)   |                                                  |                                              |                                   | Charlie Fong (Brian Yang)               | Dr Max Bergman (Masi Oka) | Sergent : Duke Lukela (Dennis Chun) |     | Kamekona Tuopola (Taylor Wily) |                         |
| 5      | Sam Denning (Richard T. Jones)        | Commandant : Steven « Steve » McGarrett (Alex O'Loughlin) | Lieutenant : Daniel « Danny / Danno » Williams (Scott Caan) | Lieutenant : Chin Ho Kelly (Daniel Dae Kim) | Kono Kalakaua (Grace Park) | Capitaine : Lou Grover (Chi McBride) | Jerry Ortega (Jorge Garcia)                      |                                              | Sang Min (Will Yun Lee)           |                                         | Dr Max Bergman (Masi Oka) | Sergent : Duke Lukela (Dennis Chun) |     | Kamekona Tuopola (Taylor Wily) |                         |
| 6      | Sam Denning (Richard T. Jones)        | Commandant : Steven « Steve » McGarrett (Alex O'Loughlin) | Lieutenant : Daniel « Danny / Danno » Williams (Scott Caan) | Lieutenant : Chin Ho Kelly (Daniel Dae Kim) | Kono Kalakaua (Grace Park) | Capitaine : Lou Grover (Chi McBride) | Jerry Ortega (Jorge Garcia)                      | Eric Russo, neveu de Danny (Andrew Lawrence) | Sang Min (Will Yun Lee)           |                                         | Dr Max Bergman (Masi Oka) | Sergent : Duke Lukela (Dennis Chun) |     | Kamekona Tuopola (Taylor Wily) |                         |
| 7      | Gouverneure Mahoe (Rosalind Chao)     | Commandant : Steven « Steve » McGarrett (Alex O'Loughlin) | Lieutenant : Daniel « Danny / Danno » Williams (Scott Caan) | Lieutenant : Chin Ho Kelly (Daniel Dae Kim) | Kono Kalakaua (Grace Park) | Capitaine : Lou Grover (Chi McBride) | Jerry Ortega (Jorge Garcia)                      | Eric Russo, neveu de Danny (Andrew Lawrence) | Sang Min (Will Yun Lee)           |                                         | Dr Max Bergman (Masi Oka) | Sergent : Duke Lukela (Dennis Chun) |     | Kamekona Tuopola (Taylor Wily) |                         |
| 8      | Gouverneure Mahoe (Rosalind Chao)     | Commandant : Steven « Steve » McGarrett (Alex O'Loughlin) | Lieutenant : Daniel « Danny / Danno » Williams (Scott Caan) | Junior Reigns (Beulah Koale (en))           | Tani Rey (Meaghan Rath)    | Capitaine : Lou Grover (Chi McBride) | Jerry Ortega (Jorge Garcia)                      | Eric Russo, neveu de Danny (Andrew Lawrence) | Adam Noshimuri (Ian Anthony Dale) | Dr Noelani Cunha (Kimee Balmilero (en)) |                           | Sergent : Duke Lukela (Dennis Chun) |     | Kamekona Tuopola (Taylor Wily) |                         |
| 9      | Gouverneure Mahoe (Rosalind Chao)     | Commandant : Steven « Steve » McGarrett (Alex O'Loughlin) | Lieutenant : Daniel « Danny / Danno » Williams (Scott Caan) | Junior Reigns (Beulah Koale (en))           | Tani Rey (Meaghan Rath)    | Capitaine : Lou Grover (Chi McBride) | Jerry Ortega (Jorge Garcia)                      |                                              | Adam Noshimuri (Ian Anthony Dale) | Dr Noelani Cunha (Kimee Balmilero (en)) |                           | Sergent : Duke Lukela (Dennis Chun) |     | Kamekona Tuopola (Taylor Wily) |                         |
| 10     | Gouverneure Mahoe (Rosalind Chao)     | Commandant : Steven « Steve » McGarrett (Alex O'Loughlin) | Lieutenant : Daniel « Danny / Danno » Williams (Scott Caan) | Junior Reigns (Beulah Koale (en))           | Tani Rey (Meaghan Rath)    | Capitaine : Lou Grover (Chi McBride) | Quinn Liu (Katrina Law)                          |                                              | Adam Noshimuri (Ian Anthony Dale) | Dr Noelani Cunha (Kimee Balmilero (en)) |                           | Sergent : Duke Lukela (Dennis Chun) |     | Kamekona Tuopola (Taylor Wily) |                         |

### Liens des personnages principaux
- Si vous ne connaissez pas le sujet, laissez ce bandeau (vous pouvez alors contacter les auteurs).
- Si vous supprimez le contenu mis en cause (vous pouvez préalablement contacter les auteurs),

argumentez précisément cette suppression dans la page de discussion
(un manque de référence n'est pas un argument ; une recherche réelle de référence doit avoir été effectuée, être formellement documentée).
|                                    | Steve McGarrett | Danny Williams | Chin Ho Kelly | Kono Kalakaua | Lou Grover | Junior Reigns                                                           | Tani Rey                                                                | Adam Noshimuri |
| ---------------------------------- | --- | --- | --- | --- | --- | ----------------------------------------------------------------------- | ----------------------------------------------------------------------- | --- |
| Famille                            | - Michelle Borth (VF : Valérie Nosrée) : Lieutenant de vaisseau Catherine Rollins, petite-amie de Steve - Christine Lahti (VF : Josiane Pinson) : Doris McGarrett, mère de Steve - William Sadler (VF : Hervé Jolly): John McGarrett, père de Steve - Taryn Manning (VF : Célia Charpentier) : Mary Ann McGarrett, sœur de Steve, mère de Joan - Joan McGarrett, nièce de Steve - Carol Burnett : Deborah "Deb" McGarrett, tante (paternel) de Steve - Steven McGarrett, grand-père (paternel) de Steve - Eddy, le chien de Steve | - Claire van der Boom (VF : Hélène Bizot) : Rachel Edwards, ex-femme de Danny - Melanie Griffith (VF : Dorothée Jemma) : Clara Williams, mère de Danny - Tom Berenger : Eddie Williams, père de Danny - Teilor Grubbs (VF : Garance Pauwels) : Grace Williams, fille de Danny - Zach Sulzbach (en) (VF : Corrine Martin) : Charlie Williams, fils de Danny - Dane Cook : Matthew "Matt" Williams, frère de Danny - Stella Williams, soeur ainée de Danny, mère d'Éric - Missy Peregrym : Bridget Williams, soeur de Danny - Andrew Lawrence (VF : Alexis Tomassian) : Eric Russo, neveu de Danny - Vincent Pastore : Vito Russo, oncle de Danny | - Reiko Aylesworth : Malia Waincroft, Femme de Chin - Christopher Sean (en) : Gabriel Waincroft, Beau-Frère de Chin - Londyn Silzer : Sara Diaz Waincroft, Nièce de Chin - Gary Ala : Kam Tong Kelly, père de Chin - Sab Shimono : Keako Kelly, oncle de Chin - Elizabeth Sung : Mele Kelly, tante de Chin - George Takei : Choi, oncle de Chin - Grace Park : Kono Kalakaua, cousine de Chin - Julie Benz : Abby Dunn, petite amie de Chin | - Ian Anthony Dale : Adam Noshimuri, Mari de Kono - Catherine Haena Kim (en) : Nani Kalakaua, mère de Kono - Ken Narasaki (en) : Ke’ano Kalakaua, père de Kono - Tia Carrere : Makana Kalakaua, cousine de Kono - Daniel Dae Kim : Chin Ho Kelly, cousin de Kono | - Michelle Hurd (VF : Elisabeth Fargeot) : Renée Grover, femme de Lou - Chosen Jacobs (VF : Cédric Lemaire) : Will Grover, fils de Lou - Paige Hurd : Samantha Grover, fille de Lou - Louis Gossett Jr. : Percy Grover Sr.,père de Lou - Gladys Knight : Ella Grover, mère de Lou - Clifton Powell : Percy Grover Jr., frère de Lou - Nia Holloway (en) : Siobhan Grover, nièce de Lou | - Eric Scanlan (VF : Cyprien Fiasse) : Natano Reigns, père de Junior    | - Kunal Sharma (VF : Jonathan Gimbord) : Koa Rey, frère de Tani         | - Grace Park : Kono Kalakaua, Femme d'Adam - Daniel Henney (VF : Anatole de Bodinat) : Michael Noshimuri, frère d'Adam - Cary-Hiroyuki Tagawa : Hiro Noshimuri, père d'Adam, ancien chef des Yakuzas - Susan Park : Noriko Noshimuri, demi-soeur d'Adam |
| Amis                               | - Terry O'Quinn (VF : Michel Le Royer) : Lieutenant commander Joe White, ami du père de Steve | | | | |                                                                         |                                                                         | |
| Amis                               | - Al Harrington : Mamo Kahiké, Ami du père de Steve et de la famille de Chin et Kono | | | | |                                                                         |                                                                         | |
| Amis                               | - Willie Garson (VF : Georges Caudron) : Gerard Hirsch, petit délinquant puis nettoyeur de scènes de crimes | | | | |                                                                         |                                                                         | |
| Forces de l'ordre (police, FBI...) | - Dennis Chun (VF : Bertrand Dingé) : Sergent Duke Lukela, agent du HPD | - Dennis Chun (VF : Bertrand Dingé) : Sergent Duke Lukela, agent du HPD | - Dennis Chun (VF : Bertrand Dingé) : Sergent Duke Lukela, agent du HPD | - Dennis Chun (VF : Bertrand Dingé) : Sergent Duke Lukela, agent du HPD | - Dennis Chun (VF : Bertrand Dingé) : Sergent Duke Lukela, agent du HPD | - Dennis Chun (VF : Bertrand Dingé) : Sergent Duke Lukela, agent du HPD | - Dennis Chun (VF : Bertrand Dingé) : Sergent Duke Lukela, agent du HPD | - Dennis Chun (VF : Bertrand Dingé) : Sergent Duke Lukela, agent du HPD |
| Forces de l'ordre (police, FBI...) | - Tom Sizemore (VF : Renaud Marx) : Capitaine Vincent Fryer | | | | |                                                                         |                                                                         | |
| Forces de l'ordre (police, FBI...) | - Julie Benz (VF : Anneliese Fromont) : Agent Abigail « Abbey » Dunn | | | | |                                                                         |                                                                         | |
| Forces de l'ordre (police, FBI...) | - Gonzalo Menendez (VF : Guildin Tissier) : Agent Colin McNeal | | | | |                                                                         |                                                                         | |
| Criminels                          | - Mark Dacascos (VF : Jean-Philippe Puymartin) : Wo Fat | - Mark Dacascos (VF : Jean-Philippe Puymartin) : Wo Fat | - Mark Dacascos (VF : Jean-Philippe Puymartin) : Wo Fat | - Mark Dacascos (VF : Jean-Philippe Puymartin) : Wo Fat | |                                                                         |                                                                         | |
| Criminels                          | - Daniel Henney (VF : Anatole de Bodinat) : Michael Noshimuri, frère d'Adam, chef des Yakuzas | | | | |                                                                         |                                                                         | |
| Criminels                          | - Nick Jonas (VF : Julien Bouanich) : Ian Wright | | | | |                                                                         |                                                                         | |
| Criminels                          | - Christopher Sean (en) (VF : Adrien Larmande) : Gabriel Waincroft | | | | |                                                                         |                                                                         | |

## Personnages principaux

### Steve McGarrett
Interprété par Alex O'Loughlin (VF : Alexis Victor)
Le Lieutenant commander Steven « Steve » McGarrett, est un membre de l'U.S Navy, ex-Navy SEAL pratiquant les arts martiaux, et ancien membre des services de renseignement de la marine américaine. Il est né et a vécu toute son enfance sur l'île, mais son père l'a envoyé sur le continent peu après la mort de sa mère alors qu'il n'avait que 16 ans.
Il revient à Hawaï pour l'enterrement de son père, assassiné par Victor Hesse. La gouverneure d'Hawaï, Pat Jameson, lui propose de créer une task force qui lui permettra d'arrêter l'assassin de son père.
D'abord réticent, il finit par accepter et forme une équipe sur place. La Task Force Five-O est créée. Grâce à elle, la lutte contre le crime sur l'île d'Hawaï devient plus efficace.
Il parle hawaïen et chinois couramment. Son éducation militaire lui confère une certaine froideur et une impulsivité qui parfois désespère son équipe, en grande majorité composée de policiers.
Steve semble entretenir une relation amoureuse avec un membre du service de renseignement de l'U.S Navy, Catherine Rollins, qui joue parfois un rôle important dans la résolution d'enquêtes en aidant Steve et l'équipe.
Sa relation avec Catherine Rollins devient officielle dans la saison 3 et ils habitent même ensemble dans la saison 4.
Au début de la saison 6 alors qu'il va demander Catherine en mariage, celle-ci lui annonce qu'elle repart au Népal. Il lui dit qu'il ne peut plus attendre et c'est la fin de leur histoire amoureuse. Mais il découvre qu'elle est en réalité partie en mission en Ukraine.

### Danny Williams
Interprété par Scott Caan (VF : Jérôme Pauwels)
Daniel « Danny/Danno » Williams est un policier originaire de New Jersey. Il a débarqué à Hawaï environ six mois avant le début de la série, afin de pouvoir être proche de sa fille, Grace, de qui il a hérité le surnom « Danno » (enfant, sa fille n'arrivait pas à dire Daniel) et qui vit avec sa mère Rachel, l'ex-femme de Danny, qui s'est remariée à un riche homme d'affaires, Stan. Danny et Rachel ont toujours une relation sentimentale forte, on apprend plus tard que Danny est toujours amoureux de Rachel.
« Haole » (mot autochtone désignant les non-locaux d'origine) et fier de l'être, il souhaite montrer son origine continentale et s'obstine à porter des chemises à manches longues et des cravates, car c'est, selon lui, comme cela qu'un policier doit s'habiller.
Il obéit aux ordres et se trouve souvent en désaccord avec Steve dans sa manière de procéder. En effet, Steve n'hésite pas à suspendre un suspect du haut d'un immeuble ou à en jeter un autre dans une cage encerclée de requins pourtant inoffensifs afin de les faire parler. Danny préfère la manière douce, la discussion. Cependant, si sa famille est menacée, il peut également en venir aux mains, comme dans un épisode de la saison 3 où il n'hésite pas à frapper un suspect pour obtenir la localisation d'une fillette enlevée, après que Steve lui ait momentanément retiré son badge. Dans la saison 2, lorsque sa fille est menacée, il n'hésite pas à tirer sur son ravisseur menotté pour savoir où elle se trouve, ce qui ne lui attira pas d'ennuis.
Lors de la troisième saison, on apprend que sa fille a hérité du prénom de sa première coéquipière lorsqu'il travaillait pour la police de Newark, morte sous ses yeux lors d'une opération, le 11 septembre 2001.

### Chin Ho Kelly
Interprété par Daniel Dae Kim (VF : Cédric Dumond)
Chin Ho Kelly est un ancien policier d'Honolulu, il était l'équipier de John McGarrett, le père de Steve, qui l'a par ailleurs formé. Lors d'une enquête conjointe avec les gardes-côtes, Kelly a saisi une très grosse somme d'argent (environ 28 millions de dollars) à des trafiquants de drogue. Une partie de cet argent a disparu quelque temps plus tard et Chin Ho Kelly en est accusé puis suspendu.
Steve McGarrett l'intègre à son équipe, en se basant sur la parole de Chin Ho qui jure de son innocence, de plus son père avait toute confiance en lui et Steve lui-même l'a connu au lycée (dans l'équipe de football américain). Pendant la première saison, la lumière est faite sur le détournement d'argent, Chin Ho Kelly est lavé de tout soupçon, il est réintégré à la police d'Honolulu avec le grade de lieutenant. Il reste néanmoins au sein de Five-0 à laquelle il est attaché.
Bien qu'il ait décidé de la quitter après son renvoi de la police, Chin Ho reprend une relation avec Malia, un médecin, avec qui il était auparavant fiancé, à la fin de la saison 1 et fini même par l'épouser au cours de la saison 2. Il a ensuite eu beaucoup de mal à surmonter la mort de cette dernière, qui est assassinée au début de la saison 3.
Il a été drogué, puis mis en prison sans raison. Il s'est évadé avec l'aide d'un détenu. Puis secouru et reprend avec le 5.0
Dans la saison 7, il apprend qu'il a une nièce, Sarah, qu'il va adopter.
A la fin de la saison, il reçoit une offre d'emploi pour construire à San Francisco une unité semblable à celle du five-o. Il hésite, puis accepte.

### Kono Kalakaua
Interprétée par Grace Park (VF : Marie-Eve Dufresne)
Kono Kalakaua est la cousine de Chin Ho Kelly. Ancienne surfeuse, elle a dû arrêter la compétition à la suite d'une mauvaise blessure au genou. Elle choisit de se reconvertir dans la police, par loyauté envers son cousin. Sa jeunesse et son manque d'expérience de terrain semble être un frein au départ, mais Chin Ho la prend sous son aile et lui enseigne les ficelles du métier au fur et à mesure.
Elle est en couple depuis la fin de la saison 2 avec Adam Noshimuri, dont le père était un homme important parmi les Yakuzas, la mafia japonaise. Adam étant la cible des associés de son frère car il l'a tué pour défendre Kono, il est obligé de fuir l'archipel d’Hawaï pour une durée indéterminée, et Kono décide de l'accompagner. Elle démontre des talents remarquables pour les arts martiaux notamment le combat à main nue. Dans l'épisode 16 Saison 1 : elle arrive à exécuter un relevé chinois.
Dans la saison 5, elle épouse Adam Noshimuri mais leur histoire se termine vers la saison 8, Kono ayant décidé décider de quitter l'archipel et le 5-0 à la fin de la saison 7 pour se consacrer aux affaires de trafic de jeunes filles, dossier qui la touche beaucoup.

### Max Bergman
Interprété par Masi Oka (VF : William Coryn)
Dr Max Bergman est le médecin légiste affilié à la police d'Honolulu. Excentrique, fan de science-fiction et de musique ancienne, il participe aux enquêtes de la Task Force Five-O, et se lie d'amitié avec les différents membres. Il a par ailleurs aidé Steve lors de sa fuite de prison et durant laquelle il a été blessé.
Max a été blessé durant une enquête du 5-0 lors de la saison 2. Il semble fréquenter une ancienne victime ayant eu affaire à l'unité.
Il quitte Hawaii dans la saison 7 apres son mariage avec Sabrina et se rend en Afrique pour du travail humanitaire.

## Personnages récurrents

### Actuels

#### Kamekona
Interprété par Taylor Willy (VF : Pascal Vilmen)
Kamekona est un ancien indicateur de Chin Ho avant sa destitution. C'est aussi un ami proche de l'équipe du 5-0. Il s'est reconverti dans la restauration, mais il conserve quelques liens avec le marché noir local.

#### Rachel Edwards
Interprétée par Claire van der Boom
Rachel Edwards est l'ex-épouse de Danny. Ils se sont connus à l'occasion d'un accrochage de voiture alors que Danny était au Service de Police de Newark au New Jersey, qu'elle a provoqué pour qu'il tombe amoureux d'elle. Elle s'est remariée avec Stanley « Stan » Edwards, un riche entrepreneur, et l'a suivi à Hawaï. Elle et Danny se fréquentent à nouveau brièvement en fin de saison 1, mais se découvrant enceinte de Stanley elle décide de donner une nouvelle chance à son mariage. Le couple divorce dans la saison 7.

#### Grace Williams
Interprétée par Teilor Grubbs (VF : Garance Pauwels)
Grace est la fille de Danny et Rachel. C'est pour être plus près d'elle et passer du temps avec elle que Danny s'est fait muter à Hawaï. C'est elle qui lui a donné le surnom « Danno » car c'est comme cela qu'elle a prononcé le prénom de son père quand elle avait trois ans. Elle porte le prénom de la première coéquipière de son père morte en service le 11 septembre 2001. Dans un des épisodes de cette saison (en 2014), elle a vidé les rouleaux de papier toilettes et les a accrochés dans son propre jardin.Elle habite à Hawaï avec sa mère et son beau-père.
Elle sort à partir de la saison 7 avec le fils de Lou, Will.

#### Catherine Rollins
Interprétée par Michelle Borth (VF : Valérie Norsée)
Le lieutenant Catherine « Cath » Rollins de la Marine, agent embarquée sur le porte-avion Enterprise, est la petite amie de Steve. Il arrive à Steve d'user (voire d'abuser) de cette relation amour/amitié afin qu'elle lui vienne en aide depuis son centre d'opérations.Elle devient un personnage à plein temps à partir de la saison 3. Sa relation avec Steve devient officielle lors de la saison 3. Elle vit avec Steve lors de la saison 4 et quitte la Navy pour travailler dans le privé avec son ex, Billy, déjà vu la saison dernière mais celui-ci est mort lors d'une mission. Ils espionnaient deux amants en pleins ébats. À la fin de l'épisode on apprend qu'elle devient membre du 5-0. Lors de l'épisode 21 de la saison 4, Catherine décide de rester en Afghanistan pour retrouver un petit garçon dont la famille la cachée lorsqu'elle était blessée. Cet épisode est marqué par le départ du personnage de Catherine.
Elle reviendra à la fin de la saison 5 pour le mariage de Kono mais repartira peu après alors que Steve avait prévu de la demander en mariage. Elle lui annonce partir faire de l'humanitaire mais on découvrira dans l'épisode 18 de la saison 6 que c'est faux, qu'elle est en Ukraine au compte de la CIA.
Dans la saison 7, elle vient chercher Steve, alors en plein diner romantique avec Lynn, car sa mere Doris est dans un site noir de la CIA. Lynn, par accident, révèle à Catherine que Steve voulait la demander en mariage et à la fin de l'épisode, Steve lui demande ce qu'elle aurait répondu si cela avait du arriver, ce à quoi elle répond qu'elle aurait dit oui.
Dans la saison 8, elle demande de l'aide à Steve pour retrouver un terroriste à Hawaii. Ils décideront alors de redevenir amis.
Dans la saison 9, Catherine aide à venger la mort de Joe. On apprend alors que c'est Joe qui a demandé à Steve de se décider à sortir avec elle et ils se disent tous les deux que c'est l'une des meilleures choses qui soit et qu'ils ne le regretttent pas.
Dans le dernier épisode de la série, Catherine surprend Steve dans l'avion qui part d'Hawaii. Ils se prennent la main et on se doute qu'ils vont ensuite se remettre ensemble.

#### Sam Denning
Interprété par Richard T. Jones
Le Lieutenant gouverneur Sam Denning prend la suite de la gouverneure Jameson après son décès. Il intègre un nouveau membre à l'équipe Five-0, qu'il impose pour surveiller ses activités et McGarrett.
À noter : sans doute un clin d'œil à la série originale, l'acteur Richard Denning y interprétait le gouverneur Paul Jameson, rôle repris dans Hawaï 5-0 comme… la gouverneure Pat Jameson (interprétée par Jean Smart).
Le rôle du gouverneur Denning n'existe pas dans la série originale.

#### Joe White
Interprété par Terry O'Quinn
Le lieutenant commander Joe White est un ancien instructeur de Steve McGarrett, également proche de John McGarrett depuis qu'ils se sont connus durant la guerre du Viêt Nam.
Il meurt dans la saison 9 à cause de l'agent Greer.

#### Adam Noshimuri
Interprétée par Ian Anthony Dale
Adam est le fils de Hiro Noshimuri, entrepreneur japonais à Hawaii et chef locaux des Yakuzas ; Il reprend l'affaire de son père à la mort de ce dernier. Entretenant une liaison avec Kono, il est désireux de laver la réputation de sa famille. Il a un frère, Michael, qu'il accepte d'héberger à sa sortie de prison, mais qu'il finira par tuer lorsque celui-ci s'en prend à Kono. Cet assassinat en faisant une cible des Yakuzas il est forcé de fuir Hawaii.
Il épouse Kono dans la saison 5.

### Anciens personnages récurrents

#### Wo Fat
Interprété par Mark Dacascos (VF : Jean-Philippe Puymartin)
Wo Fat, expert en explosifs, est un ancien officier des services secrets chinois et chef d'une partie des yakusas japonais. Il est également le commanditaire de Koji Noshimuri puis de Victor Hesse pour le meurtre des deux parents de McGarrett, et celui qui a tendu un piège à l'équipe du fiancé de Jenna Kaye. Il devient petit à petit l'ennemi juré de McGarrett il se fait brûler le visage. Dans l'épisode 22 de la saison 4, Wo Fat s'évade de la prison Haute sécurité dans laquelle il était emprisonné et retourne a Oahu. Dans le même épisode, il tue Ian Wright, un cyber criminel, qui avait enlevé la fille du capitaine Lou Grover. Plus tard Wo Fat capture McGarrett pour lui faire avouer ou est son père, McGarrett finit par se délivrer et tue Wo Fat d'une balle en pleine tête.

#### Pat Jameson
Interprétée par Jean Smart (VF : Martine Meiraghe)
La gouverneure Pat Jameson a créé l'unité 5-O en proposant le poste de chef d'équipe à Steve McGarrett alors qu'il est à Hawaï pour l'enterrement de son père. Ses liens avec Hiro Noshimuri, entrepreneur japonais à Hawaï et chef des yakuzas locaux, la rendent suspecte aux yeux de Steve. Elle est assassinée en fin de saison 1, et Steve McGarrett est accusé du meurtre. À la suite de son décès, l'équipe est démantelée, mais le nouveau gouverneur recrée l'unité.

#### Jenna Kaye
Interprétée par Larisa Oleynik (VF : Delphine Braillon)
Jenna Kaye est analyste à la CIA. Elle est la première à avoir identifié Wo Fat dans le cadre d'une enquête. Son fiancé a été tué par Wo Fat alors qu'il était en mission. Elle se rapproche de l'équipe Five-O, et ils mènent l'enquête conjointement pour attraper Wo Fat.
Elle croit obtenir des informations comme quoi son fiancé serait toujours en vie, mais il s'agit d'un piège tendu par Wo Fat pour faire venir Steve en Corée du Nord. Steve parvient à s'échapper, grâce à Jenna, mais celle-ci est abattue par Wo Fat.

#### Laura Hills
Interprétée par Kelly Hu
Laura Hills est responsable de la sécurité et assistante de la gouverneure Jameson. Désignée comme agent de liaison entre la gouverneure Jameson et Five-0 dans le cadre de ses fonctions, elle décède dans l'explosion de sa voiture, piégée par Wo Fat en guise d'avertissement.

#### Lori Weston
Interprétée par Lauren German
Lori Weston est agent spéciale à la Sécurité Intérieure, elle est imposée à Steve McGarrett en début de deuxième saison par le gouverneur Denning afin de veiller à ce que la task force respecte les procédures. D'abord mise à l'écart, elle fait peu à peu son trou dans l'équipe grâce à ses talents de profileuse. Elle est poussée à démissionner par le gouverneur à la suite d'un écart de conduite du 5-0 ayant entraîné la destruction partielle du consulat russe d'Hawaï.

## Personnages secondaires

### Actuels

#### Mary Ann McGarrett
Interprétée par Taryn Manning (VF : Célia Charpentier)
Mary Ann McGarrett est la petite sœur de Steve. Comme lui, elle a été éloignée d'Hawaï par leur père après le décès de leur mère. À l'instar de Steve, elle semble avoir un passé peu glorieux et attirer souvent les ennuis. Elle travaille maintenant comme hôtesse de l'air pour une compagnie, ce qui lui permet de revenir régulièrement à Hawaii pour voir son frère.
Elle adopte une petite fille, Joan.

#### Sang Min
Interprété par Will Yun Lee
Sang Min est snakehead (chef de gang) chinois qui fait passer en fraude des clandestins chinois pour les exploiter et des criminels comme Victor Hesse. Il coopère à deux reprises avec l'équipe Five-O, et réussit à s'échapper en aidant Hesse dans sa fuite. Il se rend à Five-0 par crainte de Wo Fat, et il est remis en prison. Paradoxalement il sera d'une aide précieuse à Chin Ho lorsque ce dernier se retrouve enfermé en prison à la suite d'un complot ; Sang Min réussira à s'évader à cette occasion. Un épisode nous apprend qu'il a une ex-femme et un enfant sur l'île, mais qu'il n'a plus de contact avec eux.

#### Charlie Fong
Interprété par Brian Yang
Charlie Fong est un expert scientifique, auquel le Five-0 fait régulièrement appel. Il a connu Kono alors qu'ils étaient enfants, et semble en pincer un peu pour cette dernière. Il est blessé par Michael Noshimuri, le frère d'Adam, à la fin de la saison 3.

#### Duke Lukela
Interprété par Dennis Chun
Duke Lukela est Sergent de la police d'Honolulu, ami de Chin Ho Kelly, et proche de John McGarrett.

### Anciens personnages secondaires

#### Victor Hesse
Interprété par James Marsters
Victor Hesse est le meurtrier du père de Steve McGarrett. Steve avait appréhendé Anton Hesse, le frère de Victor (Noman reedus) lors d'une mission en Corée du Nord ; en représailles, Victor a séquestré John McGarrett. Steve ayant abattu Anton alors qu'il tentait de s'échapper, Victor abat son père.
Grâce à la task force, Steve retrouve la trace de Victor et pense l'abattre pendant sa fuite. Mais Victor survit et prend Chin Ho Kelly en otage. Steve parvient à l'arrêter et sauver Chin.
Victor Hesse est assassiné par Wo Fat en début de deuxième saison.

#### Malia Waincroft
Interprétée par Reiko Aylesworth
Malia Waincroft est l'ancienne petite amie de Chin Ho Kelly. Leur relation a pris fin au moment de la suspension de Chin de la police, ce qui a porté à croire qu'elle était à l'origine de leur rupture.
Chin Ho et Malia se rapprochent pendant la deuxième saison et se marient pendant l'épisode 12.
Malia meurt en début de saison 3 des suites de coups et blessures infligés par les hommes de main de Frank Delano.

#### Vincent Fryer
Interprété par Tom Sizemore
Vincent Fryer est un ancien policier de la brigade criminelle de Détroit muté aux affaires internes (équivalent de l'IGPN) d'Honolulu pour enquêter sur le meurtre de la gouverneure Jameson (arrestation de McGarrett) et le vol de l'argent détenu par le HPD (suspension de Kono).
Vincent Fryer est assassiné en fin de saison 2.

#### Frank Delano
Interprété par William Baldwin
Frank Delano est un ancien flic ripoux, mis à pied du HPD, chef d'un groupe d'anciens flics devenus malfrats.
Il est responsable de la mort de la femme de Chin.
Il meurt en début de saison 3, tué par celui-ci.

## Apparitions
- William Sadler : John McGarrett (Saison 1 épisode 1, saison 2 épisode 1), le père de Steve McGarrett, assassiné par Victor Hesse qui l'a retenu à Hawaï comme moyen de pression sur Steve pour libérer son frère. Il avait alors des liens avec Wo Fat qui l'a commandité pour cela.
- Peter Stormare : Drago Zankovic (Saison 1, épisode 2), mafieux serbe
- Balthazar Getty : Walton Dawkins (Saison 1, épisode 4)
- D.L. Hughley : Skeet (Saison 1, épisode 4)
- Kevin Sorbo : Carlton Bass (Saison 1, épisodes 6)
- Robert Loggia : Ed McKay (Saison 1, épisode 7)
- Adam Beach : Graham Wilson (Saison 1, épisode 7)
- Mackenzie Foy : Lily Wilson (Saison 1, épisode 7)
- Dichen Lachman : Amy Hanamoa (Saison 1, épisode 8)
- Max Martini : Nick Taylor (Saison 1, épisode 9)
- Emmanuelle Vaugier : Erica Raines (Saison 1, épisode 9)
- Sheila Kelley : Nancy Harris (Saison 1, épisode 11), belle-mère appréciant peu sa belle-fille Erica Harris, qu'elle accuse (finalement à tort) de s'être débarrassée pour son argent de Jack Harris, qu'elle a épousé en s'enfuyant à Hawaï avec lui.
- Colin Egglesfield : Jordan Townsend (Saison 1, épisode 10)
- Peyton List : Erica Harris (Saison 1, épisode 11)
- William Maeda (Saison 1, épisode 12) : Koji Noshimuri, frère de Hiro Noshimuri, ancien policier de l'unité de John McGarrett, il a tué l'épouse de ce dernier par coïncidence malheureuse en piégeant le véhicule de John et en faisant passer ça pour un accident. L'équipe apprend qu'il a été tué dans un "accident de voiture" à la fin de l'épisode 12 de la saison 1, lorsque des preuves sont découvertes contre Hiro Noshimuri et lui, et qu'il devient un peu trop gênant.
- Cary-Hiroyuki Tagawa (Saison 1, épisode 12 ; saison 2, épisode 11) : Hiro Noshimuri, relation du gouverneur Jameson qui pèse énormément dans l'emploi à Hawaï. Lié aux yakusas, il est d'abord interrogé par McGarrett qu'il nargue avant que n'arrive Jameson, puis McGarrett parvient à convaincre Jameson de le laisser enquêter sur lui, ce qui conduit à son arrestation devant Wo Fat, pris alors momentanément par Steve pour un simple sous-fifre.
Il est enlevé par Joe White lors de son transfert de prison vers le Japon, afin de lui extorquer des informations sur une piste trouvée par Joe, dans l'affaire laissée non résolue par John McGarrett.
- Greg Germann : Robert Rovin (Saison 1, épisode 14)
- Amanda Schull : Nicole Duncan (Saison 1, épisode 14)
- Mariana Klaveno : Julie Masters (Saison 1, épisode 14)
- Vanessa Minnillo : Susan (Saison 1, épisode 17)
- Nick Lachey : L'ami de cœur de Susan (Saison 1, épisode 17)
- Perrey Reeves : Anne Davis (Saison 1, épisode 19)
- Sean Combs : Reggie Cole (Saison 1, épisode 21)
- Rick Springfield : Renny Sinclair (Saison 1, épisode 22), photographe de renom
- Bruce Davison : Steven Carver (Saison 2, épisode 2)
- Emily Bergl : Rhea Carver (Saison 2, épisode 2)
- David Keith : Commandant Wade Gutches (Saison 2, épisodes 2 & 10)
- Jimmy Buffett : Frank Bama (Saison 2, épisode 10), vieille connaissance de Joe White, il vient en aide à l'équipe avec son hélicoptère en Corée du Nord.
- Daniela Ruah : Kensi Blye (Saison 2, épisode 6), agent spécial du NCIS à Los Angeles. Elle vient aider Steve pour décrypter une vidéo sans son, puisqu'elle sait très bien lire sur les lèvres.